# Tailly (Côte-d’Or)
Tailly – miejscowość i gmina we Francji, w regionie Burgundia-Franche-Comté, w departamencie Côte-d’Or.
Według danych na rok 1990 gminę zamieszkiwało 189 osób, a gęstość zaludnienia wynosiła 41 osób/km² (wśród 2044 gmin Burgundii Tailly plasuje się na 722. miejscu pod względem liczby ludności, natomiast pod względem powierzchni na miejscu 1260.).